# Atletik under sommer-OL 1988
Ved Sommer-OL 1988 i Seoul blev der konkurreret i 42 discipliner i atletik: 24 for mænd og 18 for kvinder. Der var i alt 1.317 deltagere fra 149 lande.

## Medaljevindere

### Mænd
| Konkurrence                         | Guld                                                                                                   | Guld         | Sølv | Sølv       | Bronze                                                                                                 | Bronze   |
| ----------------------------------- | --- | ------------ | --- | ---------- | --- | -------- |
| 100 meter detaljer                  | Carl Lewis (USA)                                                                                       | 9,92 (WR)    | Linford Christie (GBR)                                                                                    | 9,97 ER    | Calvin Smith (USA)                                                                                     | 9,99     |
| 200 meter detaljer                  | Joe DeLoach (USA)                                                                                      | 19,75        | Carl Lewis (USA)                                                                                          | 19,79      | Robson da Silva (BRA)                                                                                  | 20,04    |
| 400 meter detaljer                  | Steve Lewis (USA)                                                                                      | 43,87        | Butch Reynolds (USA)                                                                                      | 43,93      | Danny Everett (USA)                                                                                    | 44,09    |
| 800 meter detaljer                  | Paul Ereng (KEN)                                                                                       | 1:43,45      | Joaquim Cruz (BRA)                                                                                        | 1:43,90    | Saïd Aouita (MAR)                                                                                      | 1:44,06  |
| 1500 meter detaljer                 | Peter Rono (KEN)                                                                                       | 3:35,96      | Peter Elliott (GBR)                                                                                       | 3:36,15    | Jens-Peter Herold (GDR)                                                                                | 3:36,21  |
| 5000 meter detaljer                 | John Ngugi (KEN)                                                                                       | 13:11,70     | Dieter Baumann (FRG)                                                                                      | 13:15,52   | Hansjörg Kunze (GDR)                                                                                   | 13:15,73 |
| 10,000 meter detaljer               | Brahim Boutayeb (MAR)                                                                                  | 27:21,44     | Salvatore Antibo (ITA)                                                                                    | 27:23,55   | Kipkemboy Kimeli (KEN)                                                                                 | 27:25,16 |
| 110 meter hæk detaljer              | Roger Kingdom (USA)                                                                                    | 12,98        | Colin Jackson (GBR)                                                                                       | 13,28      | Tonie Campbell (USA)                                                                                   | 13,38    |
| 400 meter hæk detaljer              | Andre Phillips (USA)                                                                                   | 47,19        | Amadou Dia Ba (SEN)                                                                                       | 47,23 (NR) | Edwin Moses (USA)                                                                                      | 47,56    |
| 3000 meter forfølgelsesløb detaljer | Julius Kariuki (KEN)                                                                                   | 8:05,51 (OR) | Peter Koech (KEN)                                                                                         | 8:06,79    | Mark Rowland (GBR)                                                                                     | 8:07,96  |
| 4×100 meter stafet detaljer         | Sovjetunionen · Viktor Bryzhin · Vladimir Krylov · Vladimir Muravyov · Vitaliy Savin                   | 38,19        | Storbritannien · Elliot Bunney · John Regis · Mike McFarlane · Linford Christie · Clarence Callendar*     | 38,28      | Frankrig · Bruno Marie-Rose · Daniel Sangouma · Gilles Quenehervé · Max Morinière                      | 38,40    |
| 4×400 meter stafet detaljer         | USA · Danny Everett · Steve Lewis · Kevin Robinzine · Butch Reynolds · Antonio McKay* · Andrew Valmon* | 2:56,16      | Jamaica · Howard Davis · Devon Morris · Winthrop Graham · Bert Cameron · Trevor Graham* · Howard Burnett* | 3:00,30    | Vesttyskland · Norbert Dobeleit · Edgar Itt · Jörg Vaihinger · Ralf Lübke · Mark Henrich* · Bodo Kuhn* | 3:00,56  |
| Marathon detaljer                   | Gelindo Bordin (ITA)                                                                                   | 2:10:32      | Douglas Wakiihuri (KEN)                                                                                   | 2:10:47    | Hussein Ahmed Salah (DJI)                                                                              | 2:10:59  |
| 20 kilometer kapgang detaljer       | Jozef Pribilinec (CZE)                                                                                 | 1:19:57      | Ronald Weigel (GDR)                                                                                       | 1:20:00    | Maurizio Damilano (ITA)                                                                                | 1:20:14  |
| 50 kilometer kapgang detaljer       | Vyacheslav Ivanenko (URS)                                                                              | 3:38:29 (OR) | Ronald Weigel (GDR)                                                                                       | 3:38:56    | Hartwig Gauder (GDR)                                                                                   | 3:39:45  |
| Længdespring detaljer               | Carl Lewis (USA)                                                                                       | 8,72 m       | Mike Powell (USA)                                                                                         | 8,49 m     | Larry Myricks (USA)                                                                                    | 8,27 m   |
| Trespring detaljer                  | Hristo Markov (BUL)                                                                                    | 17,61 m      | Igor Lapshin (URS)                                                                                        | 17,52 m    | Aleksandr Kovalenko (URS)                                                                              | 17,42 m  |
| Højdespring detaljer                | Hennadiy Avdyeyenko (URS)                                                                              | 2,38 m       | Hollis Conway (USA)                                                                                       | 2,36 m     | Rudolf Povarnitsyn (URS)                                                                               | 2,36 m   |
| Højdespring detaljer                | Hennadiy Avdyeyenko (URS)                                                                              | 2,38 m       | Hollis Conway (USA)                                                                                       | 2,36 m     | Patrik Sjöberg (SWE)                                                                                   | 2,36 m   |
| Stangspring detaljer                | Sergey Bubka (URS)                                                                                     | 5,90 m       | Rodion Gataullin (URS)                                                                                    | 5,85 m     | Grigoriy Yegorov (URS)                                                                                 | 5,80 m   |
| Kuglestød detaljer                  | Ulf Timmermann (GDR)                                                                                   | 22,47 m (OR) | Randy Barnes (USA)                                                                                        | 22,39 m    | Werner Günthör (SUI)                                                                                   | 21,99 m  |
| Diskoskast detaljer                 | Jürgen Schult (GDR)                                                                                    | 68,82 m      | Romas Ubartas (URS)                                                                                       | 67,48 m    | Rolf Danneberg (FRG)                                                                                   | 67,38 m  |
| Hammerkast detaljer                 | Sergej Litvinov (URS)                                                                                  | 84,80 m (OR) | Yuriy Sedykh (URS)                                                                                        | 83,76 m    | Jüri Tamm (URS)                                                                                        | 81,16 m  |
| Spydkast detaljer                   | Tapio Korjus (FIN)                                                                                     | 84,28 m      | Jan Železný (CZE)                                                                                         | 84,12 m    | Seppo Räty (FIN)                                                                                       | 83,26 m  |
| Tikamp detaljer                     | Christian Schenk (GDR)                                                                                 | 8488         | Torsten Voss (GDR)                                                                                        | 8399       | Dave Steen (CAN)                                                                                       | 8328     |

- Ben Johnson førte 100 meter-løbet med 9,79 sekunder men blev diskvalificeret for doping.

## Kvindernes konkurrencer
| Konkurrence                 | Guld | Guld         | Sølv | Sølv     | Bronze | Bronze   |
| --------------------------- | --- | ------------ | --- | -------- | --- | -------- |
| 100 meter detaljer          | Florence Griffith-Joyner (USA)                                                                             | 10,54        | Evelyn Ashford-Washington (USA)                                                                                                  | 10,83    | Heike Daute-Drechsler (GDR)                                                                                        | 10,85    |
| 200 meter detaljer          | Florence Griffith-Joyner (USA)                                                                             | 21,34 (WR)   | Grace Jackson (JAM) | 21,72    | Heike Daute-Drechsler (GDR)                                                                                        | 21,95    |
| 400 meter detaljer          | Olga Vladykina-Bryzgina (URS)                                                                              | 48,65        | Petra Muller (GDR) | 49,45    | Olga Nazarova (URS)                                                                                                | 49,90    |
| 800 meter detaljer          | Sigrun Ludvigs-Wodars (GDR)                                                                                | 1:56,10      | Christine Wachtel (GDR) | 1:56,64  | Kim Gallagher (USA)                                                                                                | 1:56,91  |
| 1500 meter detaljer         | Paula Ilie-Ivan (ROU)                                                                                      | 3:53,96 (OR) | Laimutė Baikauskaitė (URS) | 4:00,24  | Tetyana Samolenko (URS)                                                                                            | 4:00,30  |
| 3000 meter detaljer         | Tetyana Khamitova-Samolenko (URS)                                                                          | 8:26,53      | Paula Ilie-Ivan (ROU) | 8:27,15  | Yvonne Murray (GBR)                                                                                                | 8:29,02  |
| 10,000 meter detaljer       | Olga Krentser-Bondarenko (URS)                                                                             | 31:05,21     | Liz McColgan (GBR) | 31:08,44 | Yelena Zhupiyeva-Vyazova (URS)                                                                                     | 31:19,82 |
| 100 meter hæk detaljer      | Yordanka Donkova (BUL)                                                                                     | 12,38        | Gloria Kovarik-Siebert (GDR) | 12,61    | Claudia Reidick-Zazckiewicz (FRG)                                                                                  | 12,75    |
| 400 meter hæk detaljer      | Debbie Flintoff-King (AUS)                                                                                 | 53,17        | Tatyana Ledovskaya (URS) | 53,18    | Ellen Neumann-Fiedler (GDR)                                                                                        | 53,63    |
| 4×100 meter stafet detaljer | USA · Alice Brown · Sheila Echols · Florence Griffith-Joyner · Evelyn Ashford · Dannette Young*            | 41,98        | DDR · Silke Gladisch-Moller · Kerstin Behrendt · Ingrid Brestrich-Lange · Marlies Oelsner-Gohr                                   | 42,09    | Sovjetunionen · Lyudmila Kondratyeva · Galina Malchugina-Chermoshanskaya · Marina Zhirova · Natalya Pomoshchnikova | 42,75    |
| 4×400 meter stafet detaljer | Sovjetunionen · Tatyana Ledovskaya · Olga Nazarova · Mariya Pingina · Olga Bryzgina · Liudmila Dzhigalova* | 3:15,17 (WR) | USA · Denean Howard-Hill · Diane Dixon · Valerie Brisco-Hooks · Florence Griffith-Joyner · flagIOC Howard* · Lillie Leatherwood* | 3:15,51  | DDR · Dagmar Rubsam-Neubauer · Kirsten Siemon-Emmelmann · Sabine Busch · Petra Muller · Grit Breuer*               | 3:18,29  |
| Marathon detaljer           | Rosa Mota (POR)                                                                                            | 2:25:40      | Lisa Martin-Ondieki (AUS) | 2:25:53  | Katrin Dörre (GDR)                                                                                                 | 2:26:21  |
| Længdespring detaljer       | Jackie Joyner-Kersee (USA)                                                                                 | 7,40 m (OR)  | Heike Daute-Drechsler (GDR) | 7,22 m   | Galina Chistyakova (URS)                                                                                           | 7,11 m   |
| Højdespring detaljer        | Louise Ritter (USA)                                                                                        | 2,03 m       | Stefka Kostadinova (BUL) | 2,01 m   | Tamara Bykova (URS)                                                                                                | 1,99 m   |
| Kuglestød detaljer          | Natalya Lisovskaya (URS)                                                                                   | 22,24 m      | Kathrin Neimke (GDR) | 21,07 m  | Li Meisu (CHN) | 21,06 m  |
| Diskoskast detaljer         | Martina Opitz-Hellmann (GDR)                                                                               | 72,30 m (OR) | Diana Sachse-Gansky (GDR) | 71,88 m  | Tsvetanka Khristova (BUL)                                                                                          | 69,74 m  |
| Spydkast detaljer           | Petra Felke (GDR)                                                                                          | 74,68 m      | Fatima Whitbread (GBR) | 70,32 m  | Beate Koch (GDR)                                                                                                   | 67,30 m  |
| Syvkamp detaljer            | Jackie Joyner-Kersee (USA)                                                                                 | 7291 (WR)    | Sabine Mobius-John (GDR) | 6897     | Anke Veter-Behmer (GDR)                                                                                            | 6858     |

 * Atleter der løb i de indledende runder, som modtog medaljer.

## Medaljetabel
| Nr. | Land           | Guld | Sølv | Bronze | Totalt |
| 1   | USA            | 13   | 7    | 6      | 26     |
| 2   | Sovjetunionen  | 10   | 6    | 10     | 26     |
| 3   | DDR            | 6    | 11   | 10     | 27     |
| 4   | Kenya          | 4    | 2    | 1      | 7      |
| 5   | Bulgarien      | 2    | 1    | 1      | 4      |
| 6   | Italien        | 1    | 1    | 1      | 3      |
| 7   | Australien     | 1    | 1    | 0      | 2      |
| 7   | Tjekkiet       | 1    | 1    | 0      | 2      |
| 7   | Rumænien       | 1    | 1    | 0      | 2      |
| 10  | Finland        | 1    | 0    | 1      | 2      |
| 10  | Marokko        | 1    | 0    | 1      | 2      |
| 12  | Portugal       | 1    | 0    | 0      | 1      |
| 13  | Storbritannien | 0    | 6    | 2      | 8      |
| 14  | Jamaica        | 0    | 2    | 0      | 2      |
| 15  | Vesttyskland   | 0    | 1    | 3      | 4      |
| 16  | Brasilien      | 0    | 1    | 1      | 2      |
| 17  | Senegal        | 0    | 1    | 0      | 1      |
| 18  | Canada         | 0    | 0    | 1      | 1      |
| 18  | Kina           | 0    | 0    | 1      | 1      |
| 18  | Djibouti       | 0    | 0    | 1      | 1      |
| 18  | Frankrig       | 0    | 0    | 1      | 1      |
| 18  | Sverige        | 0    | 0    | 1      | 1      |
| 18  | Schweiz        | 0    | 0    | 1      | 1      |